# 요네자와촌 (지바현)
요네자와촌(米沢村)은 지바현 가토리군에 일찍이 존재했던 촌이다.

## 지리
- 현재의 고자키정 남부에 해당한다.
- 마을 지역은 고원과 평지가 뒤섞인 골짜기가 많은 지형이다.

## 역사
- 1889년 4월 1일 - 정촌제 시행에 수반해 가토리군 요네자와촌이 성립하였다.
- 1955년 4월 19일 - 고자키정과 합병해 고자키요네자와정이 되었고, 동일 고자키정으로 개칭되어, 요네자와촌은 소멸하였다.

## 인구
| 1891년 | 1,982 |
| 1903년 | 2,251 |
| 1920년 | 2,176 |
| 1930년 | 2,189 |
| 1940년 | 2,177 |
| 1955년 | 2,756 |

## 교통

### 철도
- 일본국유철도 (→ 동일본 여객철도)
  - 나리타선

## 참고문헌
- 角川日本地名大辞典編纂委員会『角川日本地名大辞典 12 千葉県』、角川書店、1984年 ISBN 4-04-001120-1